# Championnat de Roumanie de football 2023-2024
Navigation
Liga I 2022-2023 Liga I 2024-2025
La saison 2023-2024 du championnat de Roumanie de football est la 106e édition de la première division roumaine.
Dans un premier temps les seize équipes s'affrontent au sein d'une poule unique, où chaque club rencontre tous ses adversaires deux fois, à domicile et à l'extérieur, pour un total de 30 matchs chacun. À l'issue de cette première phase, la compétition est divisée en deux : les six meilleures équipes étant placées au sein de la poule pour le titre, où est déterminé le vainqueur du championnat ainsi que les qualifications européennes, tandis que les dix derniers intègrent le groupe pour la relégation, servant à déterminer les clubs relégués. Les équipes du premier groupe se rencontrent à nouveau deux fois tandis que celles du deuxième groupe s'affrontent une seule fois, pour un total respectif de 10 et 9 matchs chacun. À l'issue de la deuxième phase, le vainqueur du groupe pour le titre est sacré champion de Roumanie tandis que les deux derniers du groupe pour la relégation sont directement relégués en deuxième division et remplacés par les deux premiers de cette dernière compétition, les 13e et 14e disputent un barrage de maintien contre des équipes de deuxième division pour tenter de se maintenir.
Trois places européennes sont attribuées par le biais du championnat en début de saison : le premier du championnat se qualifiant pour le premier tour de qualification de la Ligue des champions 2024-2025 tandis que le deuxième et le vainqueur des barrages obtiennent une place pour le deuxième tour de qualification de la Ligue Conférence 2024-2025. Une autre place pour la Ligue Europa 2024-2025 est attribuée par le biais de la Coupe de Roumanie 2023-2024. Si le vainqueur de cette dernière compétition est déjà qualifié en coupe d'Europe par un autre biais, sa place est alors réattribuée au quatrième du championnat.
En fin de saison le FCSB remporte son 27e titrede champion de Roumanie.

## Participants
- FC Farul Constanța
- CFR Cluj
- FCSB
- CS Universitatea Craiova
- FC Rapid Bucarest
- ACS Sepsi OSK Sfântu Gheorghe
- FC U Craiova 1948
- FC Petrolul Ploiești
- FC Universitatea Cluj
- FC Voluntari
- FC Botosani
- FC Hermannstadt
- UTA Arad
- FC Politehnica Iași - promu de D2
- SC Oțelul Galați - promu de D2
- FC Dinamo Bucarest - promu de D2

## Règlement
Le classement est établi suivant le barème de points classique, une victoire valant trois points, un match nul un seul et une défaite aucun.
En cas d'égalité de points, les équipes concernées sont dans un premier temps départagées sur la base de résultats en confrontations directes (points, différence de buts et nombre de buts marqués), suivi de la différence générale et enfin du nombre de buts marqués.
Lors de la deuxième phase, en cas d'égalité de points, les points au total sans arrondis à la suite de la division par deux entre les deux phases sont le premier critère de départage, puis le nombre de points lors de la première phase.

## Phase régulière

### Classement
| Rang | Équipe                        | Pts | J  | G  | N  | P  | Bp | Bc | Diff |
| ---- | ----------------------------- | --- | -- | -- | -- | -- | -- | -- | ---- |
| 1    | FCSB                          | 64  | 30 | 19 | 7  | 4  | 53 | 28 | +25  |
| 2    | FC Rapid Bucarest             | 55  | 30 | 15 | 10 | 5  | 55 | 32 | +23  |
| 3    | CFR Cluj                      | 53  | 30 | 15 | 8  | 7  | 54 | 29 | +25  |
| 4    | CS Universitatea Craiova      | 49  | 30 | 13 | 10 | 7  | 47 | 38 | +9   |
| 5    | FC Farul ConstanțaT S         | 43  | 30 | 11 | 10 | 9  | 37 | 38 | -1   |
| 6    | ACS Sepsi OSK Sfântu Gheorghe | 43  | 30 | 12 | 7  | 11 | 43 | 34 | +9   |
| 7    | FC Universitatea Cluj         | 42  | 30 | 10 | 12 | 8  | 35 | 38 | -3   |
| 8    | UTA Arad                      | 40  | 30 | 10 | 10 | 10 | 36 | 43 | -7   |
| 9    | FC Hermannstadt               | 40  | 30 | 9  | 13 | 8  | 36 | 31 | +5   |
| 10   | FC Petrolul Ploiești          | 35  | 30 | 7  | 14 | 9  | 29 | 32 | -3   |
| 11   | SC Oțelul Galați P            | 34  | 30 | 6  | 16 | 8  | 31 | 36 | -5   |
| 12   | FC Politehnica Iași P         | 33  | 30 | 7  | 12 | 11 | 33 | 44 | -11  |
| 13   | FC U Craiova 1948             | 31  | 30 | 9  | 4  | 17 | 43 | 50 | -7   |
| 14   | FC Dinamo BucarestP           | 29  | 30 | 8  | 5  | 17 | 22 | 41 | -19  |
| 15   | FC Voluntari                  | 28  | 30 | 6  | 10 | 14 | 31 | 49 | -18  |
| 16   | FC Botosani                   | 21  | 30 | 3  | 12 | 15 | 30 | 52 | -22  |

Qualifications
- 1er au 6e : groupe championnat
- 7e au 16e : groupe relégation

Abréviations

## Deuxième phase
À l'issue de la première phase, les équipes sont divisées en deux groupes. Les six premiers au classement sont ainsi intégrés au groupe championnat, dans lequel sont déterminés le vainqueur de la compétition ainsi que la répartition des places européennes, tandis que les dix derniers sont placés dans le groupe relégation, qui sert à déterminer les équipes reléguées et les qualifiés pour les barrages européens.
Les équipes se rencontrent à nouveau à deux reprises, une fois à domicile et à l'extérieur, pour le groupe championnat, tandis que les équipes du groupe relégation s'affrontent une seule fois. Les règles de classification demeurent les mêmes.

### Groupe championnat
| Rang | Équipe                        | Pts | J  | G | N | P | Bp | Bc | Diff |
| ---- | ----------------------------- | --- | -- | - | - | - | -- | -- | ---- |
| 1    | FCSB                          | 49  | 10 | 5 | 2 | 3 | 12 | 11 | +1   |
| 2    | CFR Cluj                      | 46  | 10 | 6 | 1 | 3 | 19 | 14 | +5   |
| 3    | CS Universitatea Craiova      | 44  | 10 | 6 | 1 | 3 | 18 | 14 | +4   |
| 4    | FC Farul ConstanțaT           | 36  | 10 | 4 | 2 | 4 | 19 | 20 | -1   |
| 5    | ACS Sepsi OSK Sfântu Gheorghe | 34  | 10 | 3 | 3 | 4 | 17 | 17 | 0    |
| 2    | FC Rapid Bucarest             | 32  | 10 | 1 | 1 | 8 | 13 | 22 | -9   |

Qualifications européennes
Ligue des champions 2024-2025
- 1er : premier tour de qualification

Ligue Conférence 2024-2025
- 2e : deuxième tour de qualification
- 3e : barrages européens

Abréviations

### Groupe relégation
| Rang | Équipe                | Pts | J | G | N | P | Bp | Bc | Diff |
| ---- | --------------------- | --- | - | - | - | - | -- | -- | ---- |
| 7    | UTA Arad              | 37  | 9 | 5 | 2 | 2 | 15 | 11 | +4   |
| 8    | SC Oțelul Galați P    | 36  | 9 | 6 | 1 | 2 | 11 | 7  | +4   |
| 9    | FC Hermannstadt       | 34  | 9 | 4 | 2 | 3 | 13 | 7  | +6   |
| 10   | Universitatea Cluj    | 33  | 9 | 3 | 3 | 3 | 12 | 10 | +2   |
| 11   | FC Petrolul Ploiești  | 29  | 9 | 3 | 2 | 4 | 8  | 14 | -6   |
| 12   | FC Politehnica Iași P | 27  | 9 | 3 | 1 | 5 | 7  | 8  | -1   |
| 13   | FC Dinamo Bucarest P  | 25  | 9 | 2 | 4 | 3 | 10 | 12 | -2   |
| 14   | FC Botosani           | 25  | 9 | 4 | 2 | 3 | 11 | 11 | 0    |
| 15   | FC Voluntari          | 24  | 9 | 2 | 4 | 3 | 11 | 10 | +1   |
| 16   | FC U Craiova 1948     | 22  | 9 | 1 | 3 | 5 | 8  | 16 | -8   |

Qualifications européennes
Ligue Conférence 2024-2025
- 4e et 5e : barrages européens

Relégation en 2e division
- 13e et 14e : barrages de relégation
- 15e et 16e : relégation

Abréviations

### Barrages européens
Les 7e et 8e s'affrontent en demi-finale avant d'affronter en finale des barrages le 3e pour une place en Ligue Conférence 2024-2025. L'UTA Arad et le FC Hermannstadt, n'ayant pas obtenu de licence UEFA, c'est le 8e et le 10e qui disputent les barrages.
| Match       | Équipe 1                 | Résultat           | Équipe 2           |
| ----------- | ------------------------ | ------------------ | ------------------ |
| Demi-finale | SC Oțelul Galați         | 0 - 2              | Universitatea Cluj |
| Finale      | CS Universitatea Craiova | 1 - 1 t. a. b. 5-4 | Universitatea Cluj |

Légende des couleurs
- Qualifié pour la finale des barrages européens.
- Qualification pour le deuxième tour de qualification de la Ligue Conférence 2024-2025.

### Barrages de relégation
Les 13e et 14e de première division affrontent les 4e et 5e de deuxième division.
| Équipe                  | Aller | Total | Retour | Équipe                             |
| ----------------------- | ----- | ----- | ------ | ---------------------------------- |
| FC Dinamo Bucarest (D1) | 2 - 0 | 2 - 0 | 0 - 0  | FK Csíkszereda Miercurea Ciuc (D2) |
| FC Botosani (D1)        | 1 - 0 | 2 - 0 | 1 - 0  | Club Sportiv Mioveni (D2)          |

Légende des couleurs
- Le club se maintient en première division.
- Promotion en première division.
- Le club reste en deuxième division.
- Relégation en deuxième division.

## Bilan de la saison
| Championnat de Roumanie de football 2023-2024 |                                |
| Champion                                      | FCSB (27e titre)               |
| Dauphin                                       | CFR Cluj                       |
| Coupes et trophées                            |                                |
| Vainqueur de la Coupe de Roumanie 2023-2024   | Fotbal Club Corvinul Hunedoara |
| Vainqueur de la Supercoupe de Roumanie 2023   | FC Farul Constanța             |
| Qualifications continentales                  |                                |
| Ligue des champions 2024-2025                 | FCSB                           |
| Ligue Europa 2024-2025                        | Fotbal Club Corvinul Hunedoara |
| Ligue Conférence 2024-2025                    | CFR Cluj                       |
| Ligue Conférence 2024-2025                    | CS Universitatea Craiova       |
| Promotions et relégations                     |                                |
| Promus en Liga I                              | AFC Unirea Slobozia            |
| Promus en Liga I                              | Fotbal Club Gloria Buzău       |
| Relégués en Liga II                           | FC U Craiova 1948              |
| Relégués en Liga II                           | FC Voluntari                   |